# Conus dictator
Conus dictator é uma espécie de gastrópode do gênero Conus, pertencente à família Conidae.